# Jupiter Icy Moons Explorer
De Jupiter Icy Moons Explorer (JUICE) is een interplanetaire ruimtesonde die op 14 april 2023 in Frans-Guyana werd gelanceerd door het Europees Ruimteagentschap (ESA) in samenwerking met Airbus Defence and Space. JUICE reist naar de Galileïsche manen van Jupiter, om daar naar mogelijke sporen van leven te zoeken.

## Missie
De missie zal Jupiter en drie van zijn vier Galileïsche manen van nabij bestuderen. Van de planeet zal onder meer het weer onderzocht worden. De ijsmanen Ganymedes, Callisto en Europa hebben vermoedelijk alle drie aanzienlijke hoeveelheden vloeibaar zout water onder hun oppervlak, waardoor ze potentieel bewoonbare omgevingen zijn. JUICE moet achterhalen hoe dik de ijslagen zijn, of er effectief oceanen onder liggen en hoe die zijn samengesteld. Met die resultaten kan onderzocht worden of er leven mogelijk is of niet. De vulkanisch actieve Galileïsche maan Io, die weinig of geen water bevat, zal niet bestudeerd worden.
NASA heeft een eigen project om de maan Europa te bestuderen. De lancering van hun Europa Clipper-missie vond plaats op 14 oktober 2024.

## Tijdsverloop

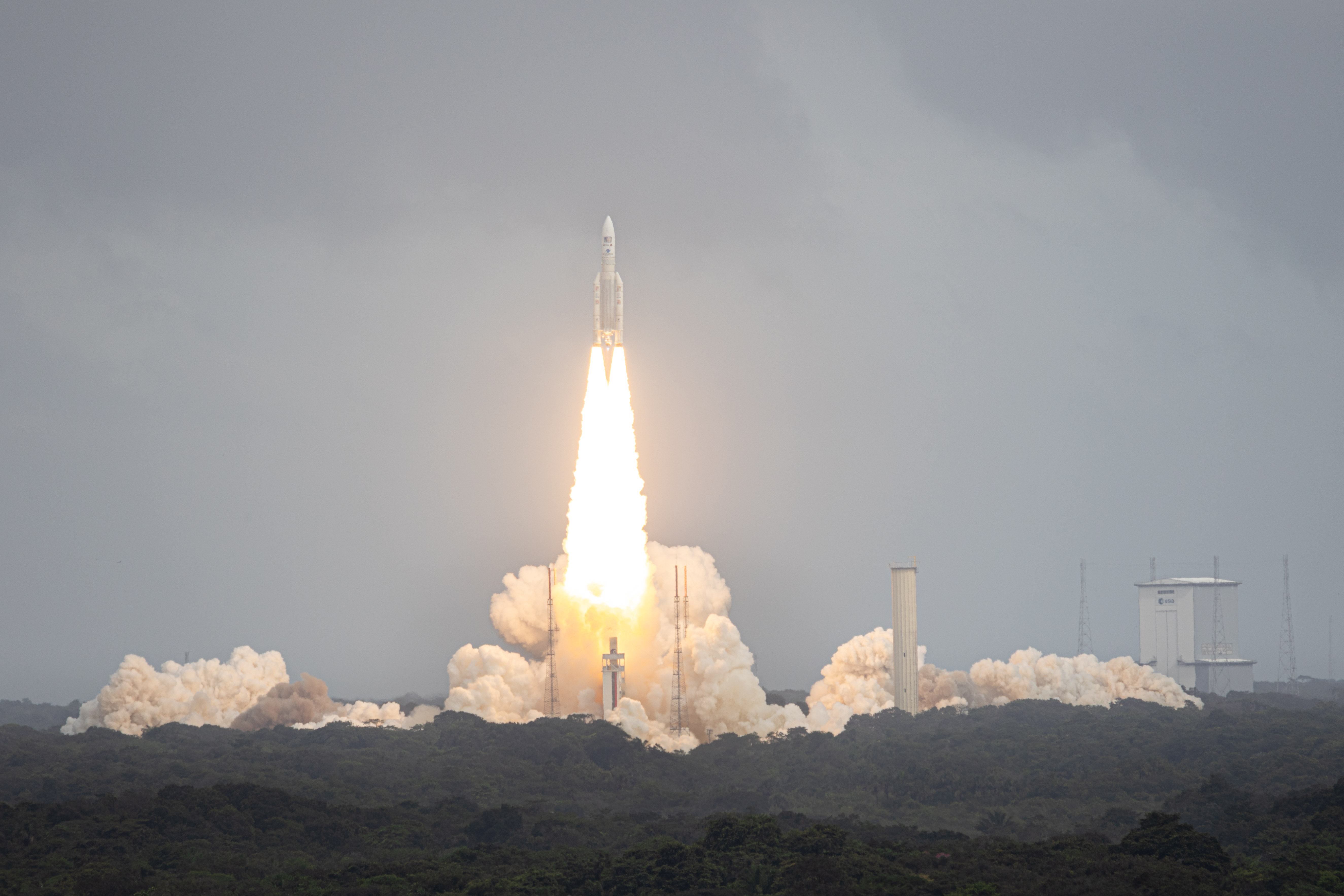
De lancering van JUICE

De baan van JUICE van de Aarde naar Jupiter

De keuze bij deze missie voor het L1-lanceerslot van het wetenschapsprogramma Cosmic Vision van de ESA werd aangekondigd op 2 mei 2012.
De ruimtesonde is met een Ariane 5-raket op de ESA-basis in Kourou, Frans-Guyana gelanceerd op 14 april 2023 om 12 uur, 14 minuten en 29 seconden UTC-tijd en zal Jupiter bereiken in juli 2031 na vier zwaartekrachtsslingers en acht jaar reizen. De lancering was 24 uur eerder gepland, maar werd tien minuten voordien afgelast wegens slechte weersomstandigheden. Het tijdstip van lancering moest tot op de seconde nauwkeurig zijn want de positie van de aarde tegenover de andere hemellichamen moest exact kloppen.
Na de lancering ontstond er een probleem met het ontplooien van de RIME-antenne, die via radiogolven tot 9 kilometer diep de ijskorst van de manen kan analyseren. De antenne bleek geblokkeerd achter een klein pinnetje dat vast zat. Na drie weken slaagde ESA er toch in de 16 meter lange antenne te ontvouwen. Het pinnetje geraakte los door van op afstand JUICE te laten schudden en draaien.
Het traject loopt via de aarde en de maan, Venus (in augustus 2025) en opnieuw twee keer langs de aarde (in september 2026 en januari 2029).
Op 17 november 2023 voerde JUICE met behulp van zijn hoofdmotor een koerswijziging van 43 minuten uit waardoor zijn baan rond de zon wijzigde en zodoende in positie kwam voor een dubbele Aarde-Maan zwaartekrachtondersteuning in de zomer van 2024. Voor die manoeuvre verbrandde JUICE bijna 10% van de volledige brandstofreserve aan boord van het ruimtevaartuig.
JUICE zal tussen 2031 en 2034 ongeveer 35 keer langs Jupiter en zijn manen vliegen. In december 2034 zal de ruimtesonde in een baan om de maan Ganymedes komen voor de finale fase van zijn wetenschappelijke missie, waarna het eind 2035 gecontroleerd zal neerstorten op de ijsvlakten van die maan. Het zal het eerste ruimtevaartuig worden dat in een baan om een maan wordt gebracht, anders dan de maan van Aarde.